# Hanns Friedrichs (Modedesigner)
Hanns Friedrichs (* 4. Juni 1928 in Dresden; † 1. September 2012 in Düsseldorf) war ein deutscher Modegestalter. Der als „Dior vom Rhein“ gefeierte Couturier schuf individuelle Mode für begüterte, zum Teil prominente Kundinnen.

## Lebenslauf

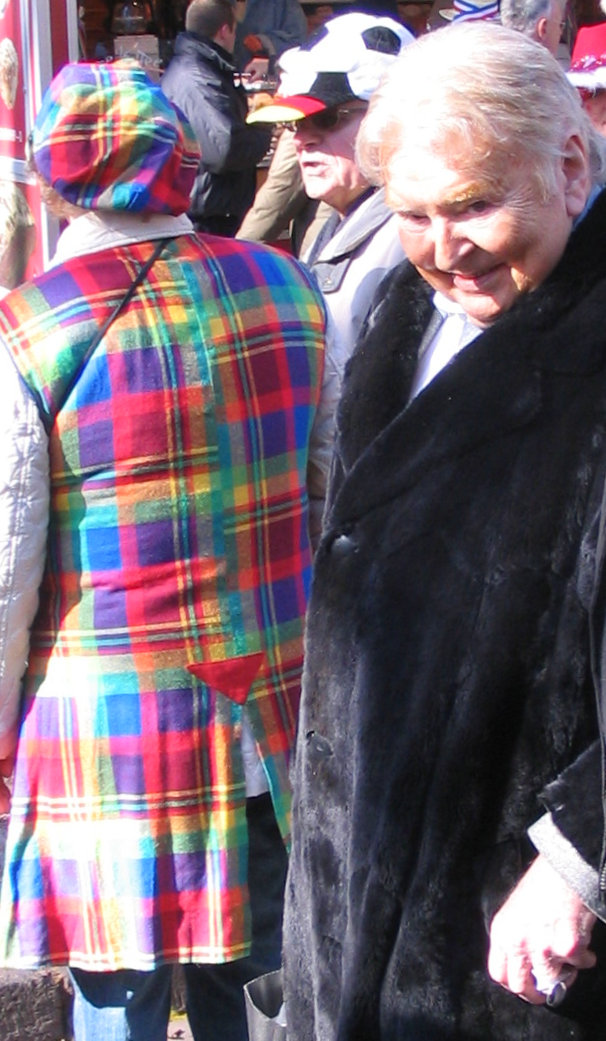
Hanns Friedrichs liebte den Karneval. Hier im Samtnerzmantel am Karnevalssonntag auf der Königsallee (2011)

Hanns Friedrichs war der Sohn von Richard und Hanna Friedrichs. Zwischen 1939 und 1945 trat er in Kinderfilmen auf und machte Fronttheater. Erste Kleidungsstücke aus Kartoffelsäcken, Billardtuch, Mullbinden, Windeln und Uniformen arbeitete er anfangs der Nachkriegszeit noch in Berlin. Die Familie zog in ein kleines Dorf bei Kassel. 1948 absolvierte Hanns eine Schneiderlehre bei Heinz Lengemann in Kassel. Für sein Gesellenstück, einen grünen, scharf taillierten Mantel mit unterlegten Hüftpolstern und einer Schulterbetonung, wurde er mit dem besten Prüfungsergebnis ausgezeichnet. Eine erste Anstellung bekam er 1947 im Couture-Salon von Madame Moré in Kassel, die anfangs an ihm zweifelte, aber schnell erkannte, welche Begabung ihr junger Mitarbeiter mitbrachte.

### Hagen
Im Jahr 1948 zog Hanns Friedrichs mit seiner Familie zu Verwandten in das westfälische Hagen.
In Hagen startete er 1949 in der Grabenstraße 5 sein erstes Modeatelier. Ein Jahr später eröffnete er in der Graf-von-Galen-Straße 9, zusammen mit seinem Vater, die „Modellwerkstätten Friedrichs & Sohn“. Der Vater, vor dem Krieg bei einer Bank tätig, wurde Geschäftsführer des neu gegründeten Unternehmens. 1952 legte Friedrichs in Dortmund seine Meisterprüfung im Schneiderhandwerk ab. Nun konnte er auch ausbilden, was er über Jahrzehnte mit großem Erfolg tat. Zeitweise erhielt er mehr als 300 Bewerbungen auf eine Ausbildungsstelle. Seine Mutter, die eine Kunstgewerbeschule besucht hatte, fertigte hochwertige Stickereien für die ersten Entwürfe. Mit ihren Stickarbeiten veredelte sie von nun an bis ins hohe Alter die Entwürfe ihres Sohnes.
Seine erste erwähnte Modenschau fand 1951 im Kurhaus Hohensyburg in Dortmund statt, weitere Schauen gab es zwischen 1952 und 1959 in Hagen. Im Jahr 1954 beschäftigte Friedrichs 20 Mitarbeiterinnen in Hagen. 1956 erfolgte ein Umzug in das neugebaute eigene Atelierhaus an der Fleyer Straße 46. Wegen der hohen Kosten für die Behandlung seines schwer erkrankten Vaters musste das Haus aber schon Ende 1958 verkauft werden. Neue Räume fand er am nahegelegenen Emilienplatz 9 in Hagen. Das Hagener Modeatelier mit zuletzt 60 Mitarbeiterinnen bestand bis zu seiner Schließung im Jahr 1999.

### Düsseldorf
Bereits 1950 zog er zusätzlich in das sich mit der Messe Igedo zur Modestadt entwickelnde Düsseldorf. In seinen Räumen und in größeren Lokalitäten inszenierte er teils spektakuläre Modenschauen, die ihn schnell bekannt machten. Im Vergleich zu den Pariser Schauen bemerkte er: „Bei mir kauften die Kundinnen, die in der ersten Reihe saßen, und waren nicht gekauft, damit sie da saßen“. Sein erstes Düsseldorfer Atelier befand sich in der Lindemannstraße 10. In den 1960er Jahren zog er von dort in die Graf-Adolf-Straße 98 um, 1973 zum Jürgensplatz 58–60, gegenüber dem Polizeipräsidium, zuletzt 1982 in das Nachbarhaus Nr. 62.
Wohlhabende Damen aus der Geschäftswelt besuchten ihn in seinem nach außen hin unscheinbaren Atelier. Die Stars im „Denver-Clan“ und auf dem „Traumschiff“ trugen seine Kreationen. Bis auf eine kurze Zusammenarbeit mit einer Berliner Firma arbeitete er nur für die Endkundschaft. Wie seine persönliche Assistentin feststellte, brauchte Friedrich den direkten Kontakt zu seinen Kundinnen, mit vielen von ihnen war er befreundet.
Hanns Friedrichs lässt sich als Modeschöpfer nicht einordnen. Schon früh hat er sich gegen Kategorisierung seiner Entwürfe im Sinne eines Stils, einer Linie, verwahrt. Offensiv formulierte er „Ich mache keine Mode, ich ziehe Frauen an“, ein Motto, zu dem er sich bewusst in den Gegensatz zu Christian Dior, „Ich mache Mode“, stellte.
Ab 1970 veranstaltete Friedrichs in Düsseldorf zweimal im Jahr Modenschauen im damaligen Hotel InterContinental. 1999 liefen die Mannequins das letzte Mal unter dem Motto „Kauf dir einen bunten Luftballon“ über den Laufsteg des Düsseldorfer SAS-Radisson Hotels. Ab 1999 fanden noch Modeschauen im Hetjens-Museum und im Stilwerk in Düsseldorf bis 2002 statt. Nach über 100 Kollektionen mit ca. 200 Modenschauen zog sich Hanns Friedrichs in seinen Salon am Jürgensplatz zurück und veranstaltete kleine private Schauen. Die letzte Winterkollektion im Düsseldorfer Atelier 2002 trug den Namen „Invitation“.
Der neben „Modezar“ und anderen Titeln auch als „Paradiesvogel“ bezeichnete Friedrichs liebte es, sich selbst zu inszenieren, bis ins Alter auch schon mal in einem ausgefallenen, schrägen Outfit. Gern wäre er Schauspieler geworden. Der Selbstdarsteller begleitete die Models auf dem Laufsteg, beim Persil-Event guckte er aus einer Waschmaschine, oder er ließ sich im Bett über den Laufsteg schieben. Diese spleenigen Auftritte wurden auch als Ursache angesehen, dass er in der Branche nicht wie andere führende deutsche Modeschöpfer angesehen war.
Für seine Kreationen mochte er es farbenfroh und üppig, häufig verziert mit Applikationen, Pailletten, Federbesatz, Knöpfen und handbedruckten Motiven. Das Alltagsgeschäft waren jedoch Kostüme, Hosenanzüge und Mäntel, vornehmlich für Geschäftsfrauen. Jedes Jahr gab das Unternehmen zwei Kollektionen mit 110 Modellen heraus. Je eine der Kollektionen soll in der Vorfinanzierung 500.000 Euro gekostet haben. Jährlich wurden weit über 1000 Einzelteile hergestellt.  Die herausragenden Kleiderstoffe bezog er von der Züricher Kultmarke Fabric Frontline. Er bevorzugte fließende Stoffe, welche die Taille nur betonten. Seit den 1960er Jahren versah er teilweise Stoffe, Gürtel und Knöpfe dezent mit seinem Monogramm, machte dies aber nicht zu seinem Firmenlogo. Voller Stolz äußerte seine Mutter einmal gegenüber der Presse „Wir müssten unser Firmenschild eigentlich außen auf die Kleider nähen, sonst glaubt kein Mensch, dass diese Modelle aus Deutschland kommen“. Ein in Frankreich hergestelltes Eau de Parfum trug jedoch als Namen seine stilisierten Initialen „HF“. Seine Liebe zum Theater blieb erhalten. Bereits Ende der 1950er Jahre stattete er das Lustspiel Gigi aus, später 35 Jahre lang die Inszenierungen der Komödie Düsseldorf. Für die Düsseldorfer Karnevalsprinzessinnen, die „Venetien“, schuf er jedes Jahr die Kleider. Prominente Kundinnen waren Lil Dagover, Carola Höhn, Joan Collins, Eartha Kitt, Nadja Tiller, Sonja Ziemann und Karin Dor.
Hanns Friedrichs verehrte Marlene Dietrich mit ihren Filmkostümen. 2008 sagte er, dass ihn Jean Paul Gaultier beeindrucke, auch die Mode von Thierry Mugler (1948–2022) schätzte er.  Für größere Modenschauen tat er sich häufig mit dem ebenfalls exklusiven Pelzhaus Slupinski auf der Düsseldorfer Königsallee zusammen. Deren Gemeinschaftsmodenschauen waren „nunmal das immerwiederkehrende Mode-Ereignis in der Landeshauptstadt“.
Er war über zehn Jahre Vorsitzender des Düsseldorfer Aids-Hilfe-Förderkreises A.i.d.s. (alle im Dienste solidarisch) und veranstaltete dort Galas zur Spendensammlung. 2003 bekam Hanns Friedrichs das Bundesverdienstkreuz für sein soziales Engagement verliehen.
Hanns Friedrichs firmierte zuletzt als Hanns Friedrichs Couture GmbH. Im Jahr 2003 beantragte er bei der Handwerkskammer die Streichung aus der Handwerksrolle. An Parkinson erkrankt, starb er nach einem Sturz am 1. September 2012. In seinem Nachlass vermachte er eine hohe Summe der HIV-Ambulanz für Kinder in der Uni-Klinik Düsseldorf. Sein Grab befindet sich auf dem Nordfriedhof Düsseldorf.

## Mitarbeiter
In seinem Hagener Atelier beschäftigte Friedrichs zeitweilig 60 Schneiderinnen. Helga Klein war 35 Jahre im Betrieb. Sie erinnerte sich: „Mehr als 10.000 Euro hat ein Modellkleid nicht gekostet“, im Schnitt seien es um die 5000 Euro gewesen. Als Direktrice wird unter anderem Monika Benscheidt erwähnt (seit 1970). Helga Okan (ehemals Grünwoldt) war bereits als junge Maßschneiderin bei Hanns Friedrichs. Als Meisterin kehrte sie nach einer kurzen Zeit in Berlin zu Friedrichs zurück und arbeitete dort bis 1966 als Directrice. Seit 1970 unterhielt sie in Warburg unter dem Namen „Helga Kienel Couture“ einen Modesalon, 1972 eröffnete sie ein exklusiven Modegeschäfts in Westerland auf Sylt. 1974 kam sie erneut zurück nach Düsseldorf. 2009 zog sie mit einem Couture Salon an die Königsallee in das Girardethaus. Unter der Marke PIO O'KAN betreibt sie dort, zusammen mit ihrem Sohn, ein Konfektionsunternehmen.
Die Modistin Christine Gründer arbeitete seit 1989 für Friedrichs. Ihre Aufgabe war es, für die jährlich am 1. Mittwoch im September angesetzte Modenschau zur Winterkollektion sowie die am 1. Mittwoch im März stattfindende Modenschau zur Sommerkollektion jeweils etwa 40 bis 45 extravagante Hutmodelle zu erstellen. Ihre diesbezüglichen Hutkreationen waren oft spektakulär, wie – ein Hut mit elektrischen Leuchtstäben – ein Marienkäferhut aus Marienkäferverpackungen von Feinkost Käfer, München – ein Kö-Fächer zum Jubiläum der Düsseldorfer Königsallee im Jahr 2001, sowie ein Hut aus einem Modellautoreifen, auf dem das Schuko-Modell eines Mercedes thronte.

## Reminiszenzen
- Ein Teil des Nachlasses von Hanns Friedrichs befindet sich im Düsseldorfer Stadtmuseum, der im Januar 2022 noch „sukzessiv inventarisiert“ wurde. Aufgrund des Erschließungs- und Magazinzustands war eine Recherche und Ausleihe zu der Zeit nicht möglich.[2]
- Das Emil Schumacher Museum in Hagen zeigt seit 2022, verlängert bis zum 19. März 2023, unter dem Titel „Ich mache keine Mode, ich ziehe Frauen an“ mit 100 Einzelmodellen, Skizzen und Schnittmustern eine Ausstellung über Hanns Friedrichs.

Angeregt worden war die Ausstellung durch die Kunsthistorikerin und Verlegerin Petra Holtmann, die selber ausgefallene Mode sammelt und den Haupttext für den Katalog verfasste. Konzeption und Gestaltung der Ausstellung entwickelte Rouven Lotz, Direktor des Museums. Wichtigste Unterstützerinnen waren eine der ehemaligen Direktricen von Hanns Friedrichs, Monika Benscheidt, sowie seine langjährige persönliche Assistentin und Nachlassverwalterin Helga Klein. Durch diese erhielten die Kuratoren der Ausstellung, Petra Holtmann und Rouven Lotz, Kontakte zahlreicher ehemaliger Kundinnen. Schließlich wurde aus etwa 400 Modellen eine Auswahl für die Ausstellung getroffen. Eine der Leihgeberinnen ist neben zahlreichen anderen Kundinnen Katharina Löring aus Köln, die frühere Frau des Fußballers Jean Löring, sie stellte den größten Teil der Abendkleider. Zu jedem Kölner Ball hatte sie sich von Friedrichs eine Robe schneidern lassen und war damit stets in die Presse gelangt. Im Emil Schumacher Museum sind neben der Abendgarderobe auch Cocktail- und Brautkleider zu sehen. Darüber hinaus wird Tagesmode präsentiert wie Kleider, Hosenanzüge und Kostüme. Die Modelle stammen aus sämtlichen Schaffensjahrzehnten von Hanns Friedrichs.

Modelle Hanns Friedrichs in der Ausstellung im Emil Schumacher Museum in Hagen
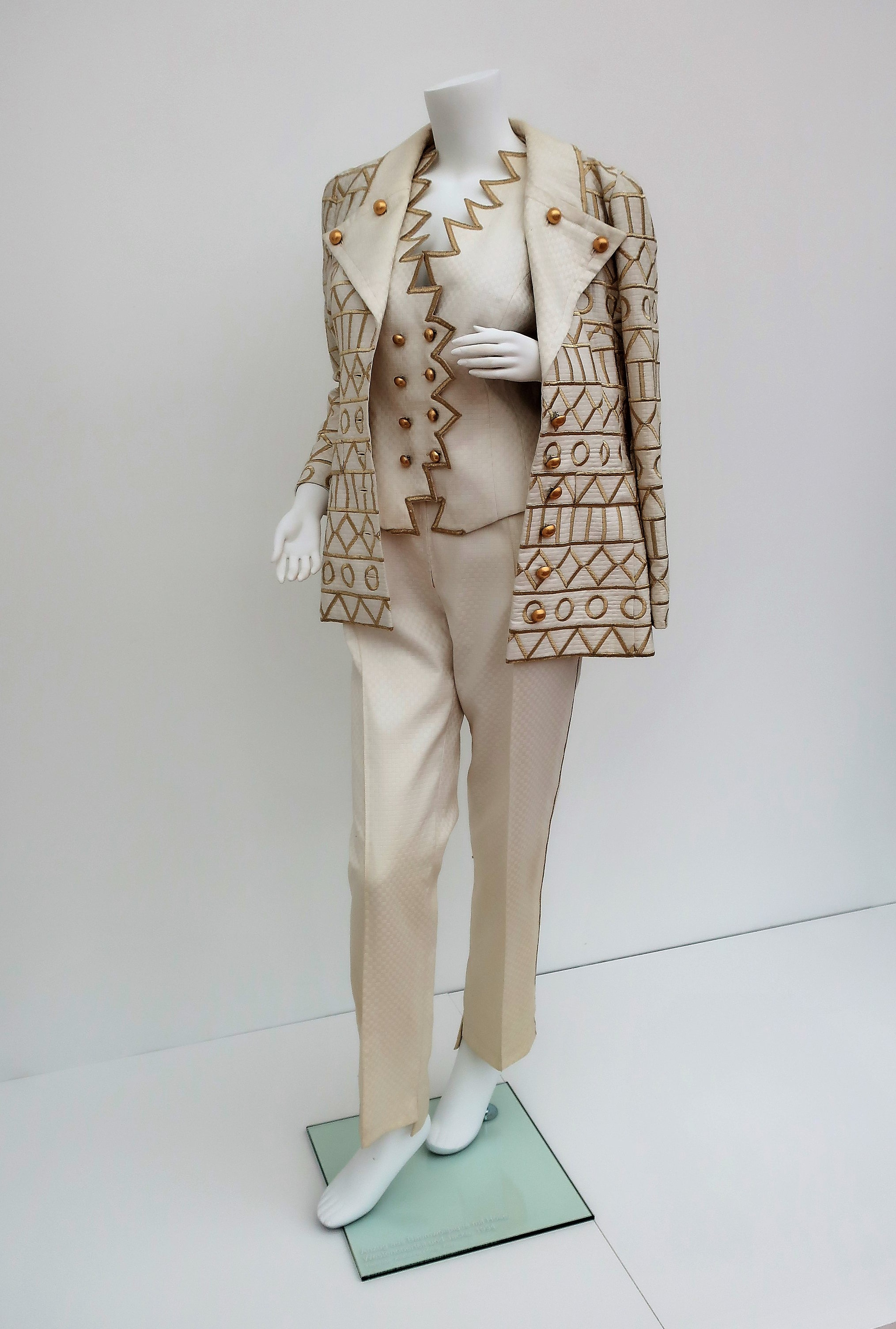
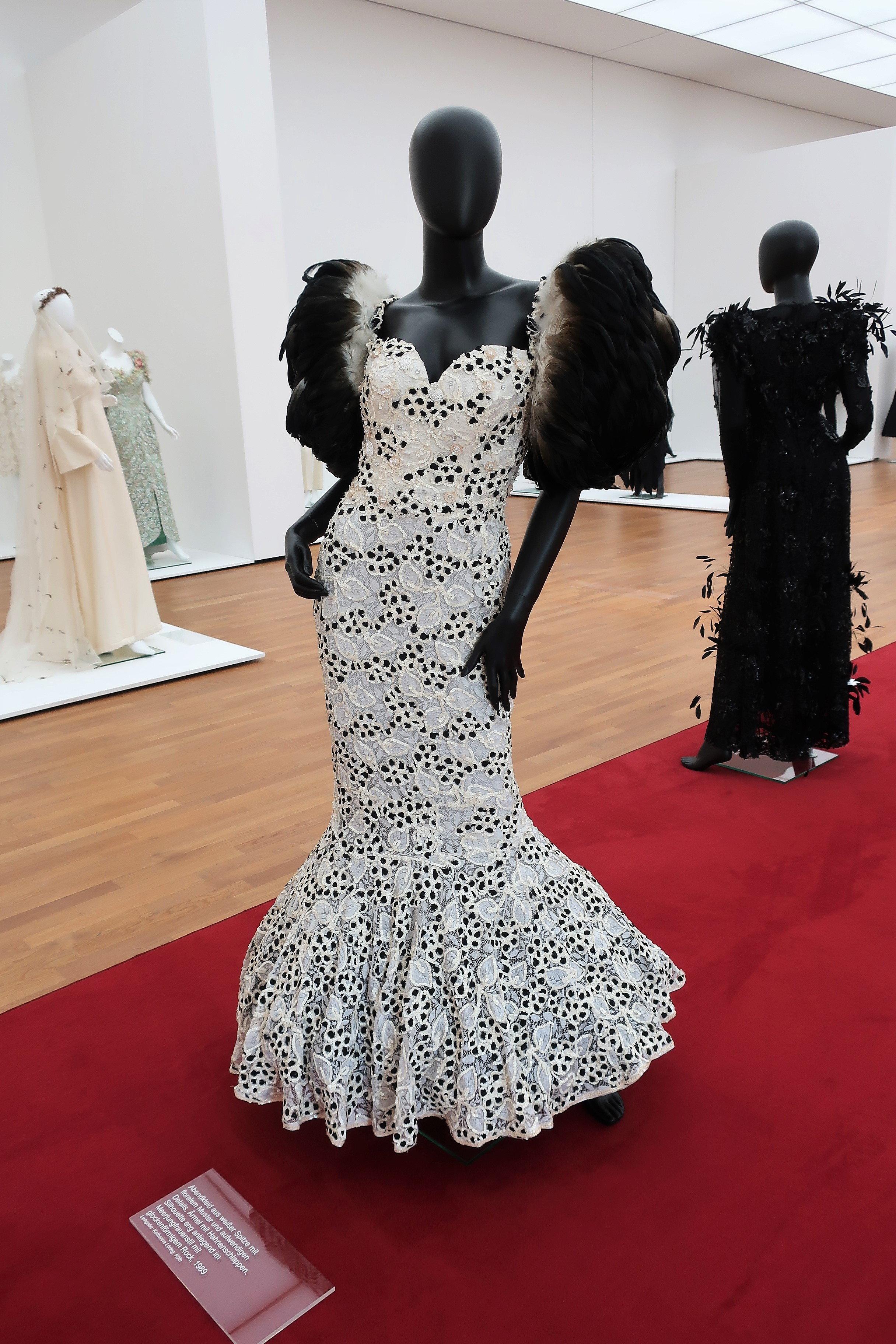
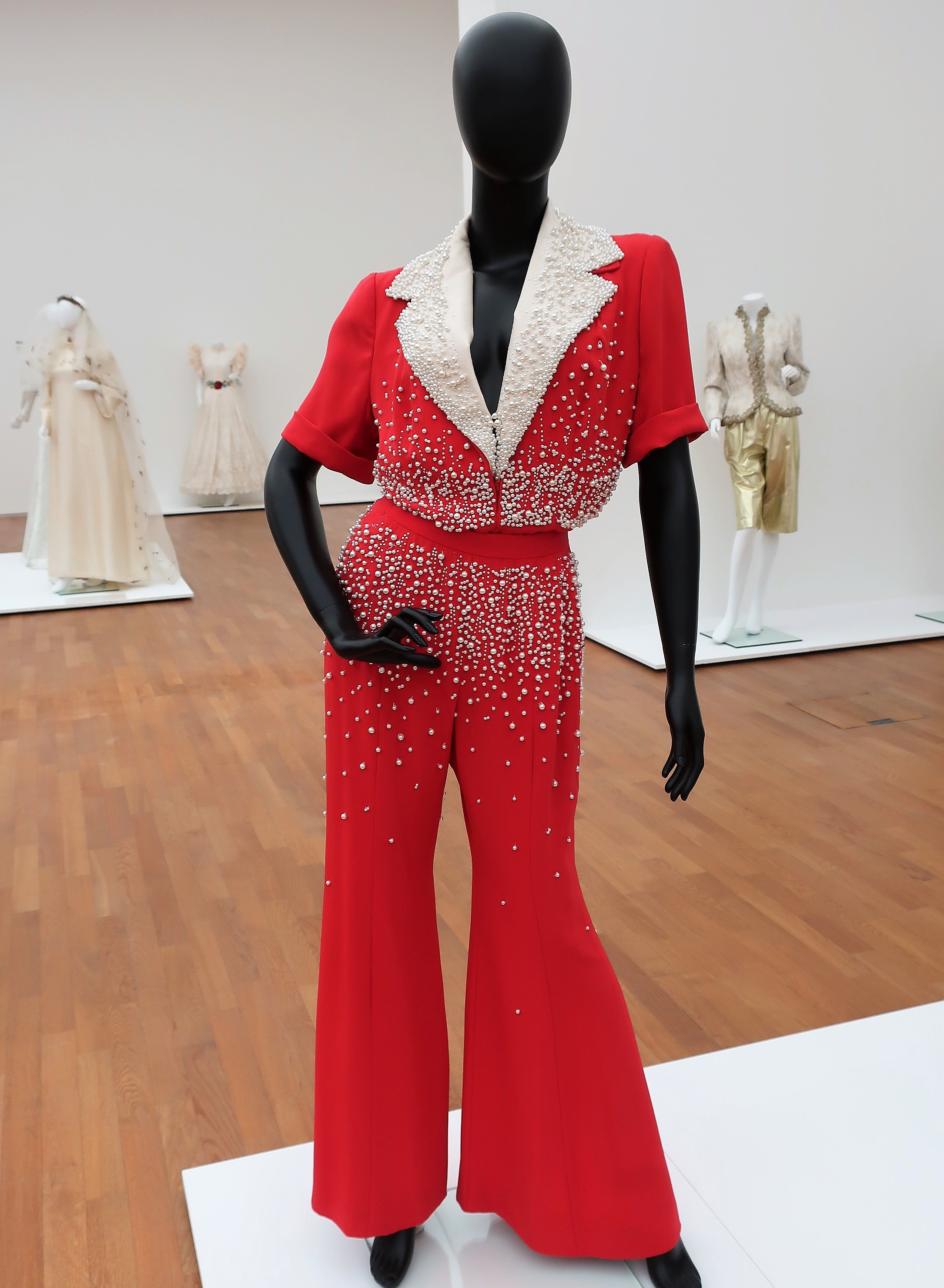
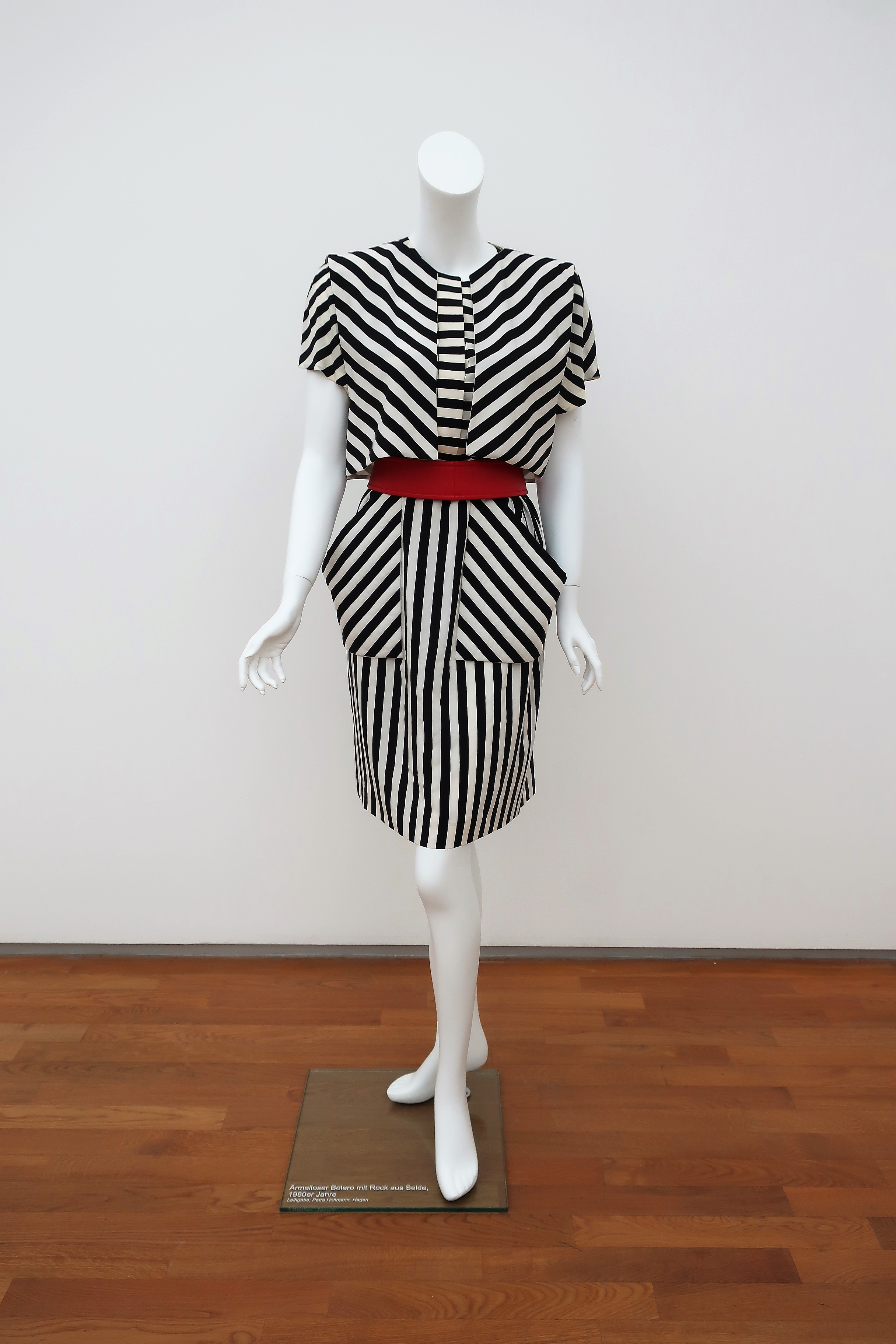
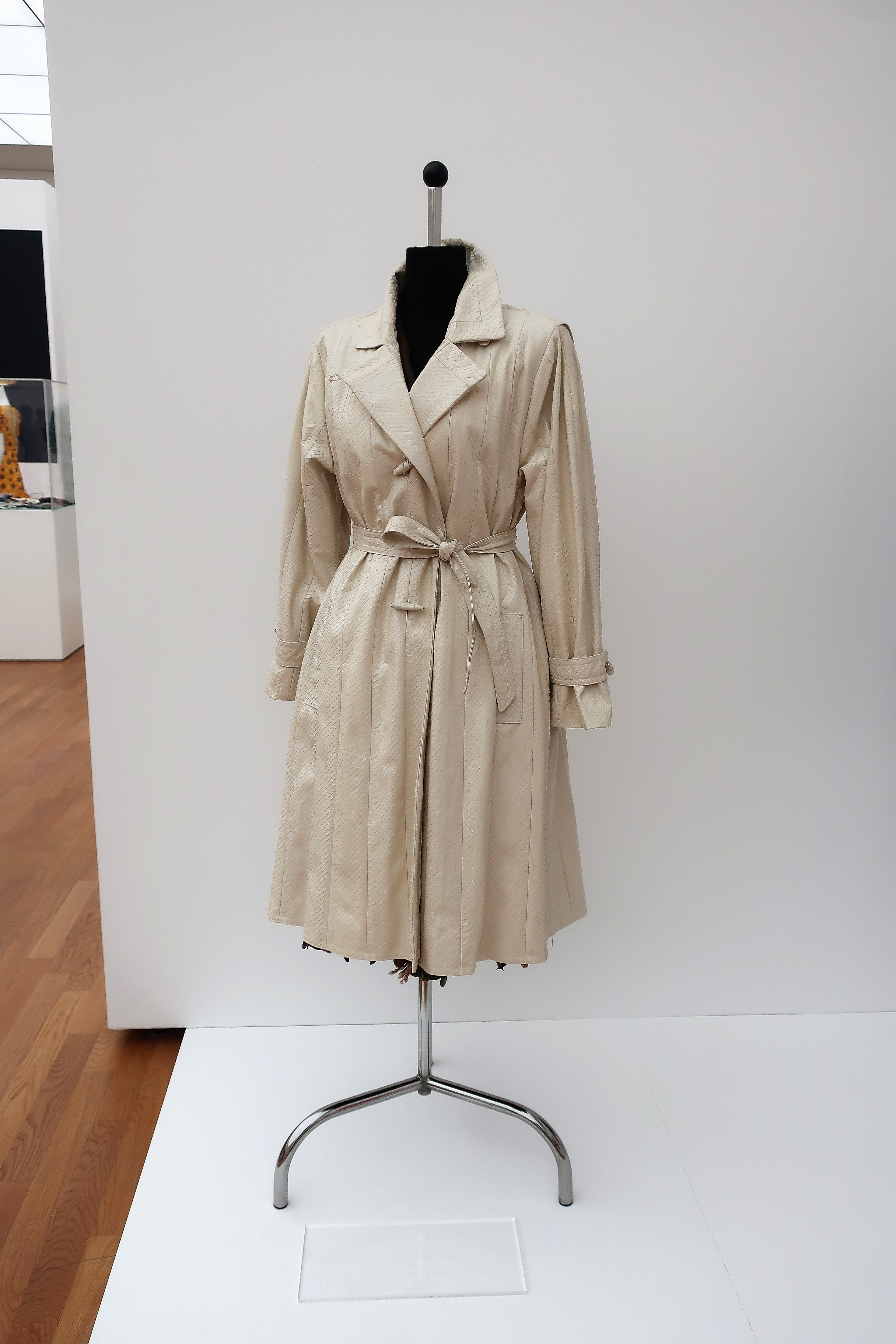

## Schriftwerke
- HF – Mein Spiegel erzählt (Autobiografie), Iris Kater Verlag, 2006, ISBN 3-939061-41-7